# Trbodlaci
Trbodlaci (Gastrotricha) su koljeno životinja iz natkoljena Platyzoa. Uglavnom su stanovnici sedimenta mora i kopnenih voda gdje razvijaju guste populacije. Sitne su životinje, veličine tijela do 1 mm. Tijelo je podijeljeno na glavu i trup koji je bočno i leđno pokriven bodljama, a trbušni dio trepetljikama.

## Podjela
Danas se dijeli na dva reda: 1) Chaetonotida s podredima Multitubulatina i Paucitubulatina i 2) Macrodasyida s 11 porodica.